# Eugeniusz Ruśkowski
Eugeniusz Ruśkowski (ur. 27 marca 1951 w Mławie, zm. 13 sierpnia 2021) – polski prawnik, profesor nauk prawnych, nauczyciel akademicki Uniwersytetu w Białymstoku i innych uczelni, specjalność naukowa: prawo finansowe.

## Życiorys
W 1972 ukończył studia prawnicze na Wydziale Prawa i Administracji Uniwersytetu Warszawskiego. W 1976 uzyskał stopień naukowy doktora, w 1983 stopień naukowy doktora habilitowanego.
Od 1972 pracował w Filii Uniwersytetu Warszawskiego w Białymstoku, tam był m.in. wicedyrektorem Instytutu Prawa (1982–1985), prodziekanem Wydziału Prawa (1985–1987), prorektorem ds. studenckich (1985–1987). Został profesorem zwyczajnym w Uniwersytecie w Białymstoku (Wydział Prawa, Katedra Finansów Publicznych i Prawa Finansowego), w Collegium Mazovia Innowacyjna Szkoła Wyższa w Siedlcach (Wydział Nauk Stosowanych), Wyższej Szkole Finansów i Zarządzania w Białymstoku, w Wyższej Szkole Administracji Publicznej im. Stanisława Staszica w Białymstoku (Katedra Administracji Publicznej).
Był kierownikiem Katedry Finansów Publicznych i Prawa Finansowego Wydziału Prawa Uniwersytetu w Białymstoku, kierownikiem Katedry Nauk Prawnych w Wyższej Szkole Finansów i Zarządzania w Białymstoku oraz w latach 1999–2003 rektorem Wyższej Szkoły Finansów i Zarządzania w Siedlcach (obecna nazwa: Collegium Mazovia Innowacyjna Szkoła Wyższa).
W latach 1994–1998 był sędzią Naczelnego Sądu Administracyjnego.
Profesor Eugeniusz Ruśkowski za swoją działalność naukową, społeczną i publiczną został uhonorowany licznymi nagrodami i odznaczeniami, m.in. nagrodą II stopnia Ministra Finansów, nagrodą Rektora Uniwersytetu Warszawskiego, nagrodą Rektora Uniwersytetu w Białymstoku, medalem Zasłużony dla Uniwersytetu w Białymstoku. W 2004 r. Prezydent Rzeczypospolitej Polskiej odznaczył Profesora Eugeniusza Ruśkowskiego Krzyżem Kawalerskim Orderu Odrodzenia Polski.